# ニラシ・ティボル
ニラシ・ティボル（ハンガリー語: Nyilasi Tibor、1955年1月18日 -）は、ハンガリーの元サッカー選手、サッカー指導者。

## 経歴
ニラシは1972年にフェレンツヴァーロシュで選手キャリアをスタートすると、2度のハンガリーリーグ優勝（1976年、1981年）、3度のハンガリーカップ優勝（1974年、1976年、1978年）、1975年のUEFAカップウィナーズカップ準優勝に貢献。自身も1981年にリーグ得点王となるなど、ハンガリーリーグ通算243試合出場132得点を記録した。
1983年からはオーストリアのFKアウストリア・ウィーンへ移籍。ブンデスリーガ三連覇（1984年、1985年、1986年）とオーストリア・カップ優勝（1986年）に貢献し、1988年に現役を引退した。
ハンガリー代表としては1975年8月10日のイラン戦で代表デビューを飾り、1978年のFIFAワールドカップ・アルゼンチン大会と、1982年のFIFAワールドカップ・スペイン大会に出場（両大会とも1次リーグ敗退）するなど、国際Aマッチ70試合に出場し32得点を記録した。
引退後は指導者の道へ進み、1991年から1994年と、1997年から1998年の2度に渡って古巣のフェレンツヴァーロシュの監督を務めた。

## 個人タイトル
- ハンガリーリーグ得点王：1回（1981年）
- オーストリアブンデスリーガ得点王：1回（1986年）
- ヨーロッパ・シルバーブーツ賞：1回（1981年）